# Pomabamba
Pomabamba, fundada como San Juan Bautista de Pomabamba en 1574, es una ciudad peruana capital del distrito y de la  provincia homónimos, en el departamento de Áncash. Al año 2025, cuenta con una población aproximada de 8.000 habitantes, siendo la ciudad más grande y poblada de la zona de Conchucos y la octava de la región. Se localiza a 2959 m s. n. m. y posee un clima templado y semi frío, con temperaturas promedio de 21 °C en verano y 15 °C en invierno.

## Toponimia
Pomabamba deriva de las voces quechuas puma y panpa, que en español significa llanura de pumas. Se sabe que antes de la fundación del pueblo, la zona estaba rodeada de grandes extensiones de bosques donde habitaba el puma andino, animal totémico del grupo étnico Piscopampa.
En otra versión, en los años 70 del siglo pasado, el escritor y sacerdote Alfonso Ponte González, planteó que el nombre de Pomabamba, provendría de las voces quechuas "puwaq" y "panpa" que significan agua hirviente y llanura respectivamente. En alusión a los manantiales de aguas termales cercanos.

## Historia

Grupos étnicos de Áncash a la llegada de los incas. La pachaca de Pomabamba perteneicó al grupo piscopampa.

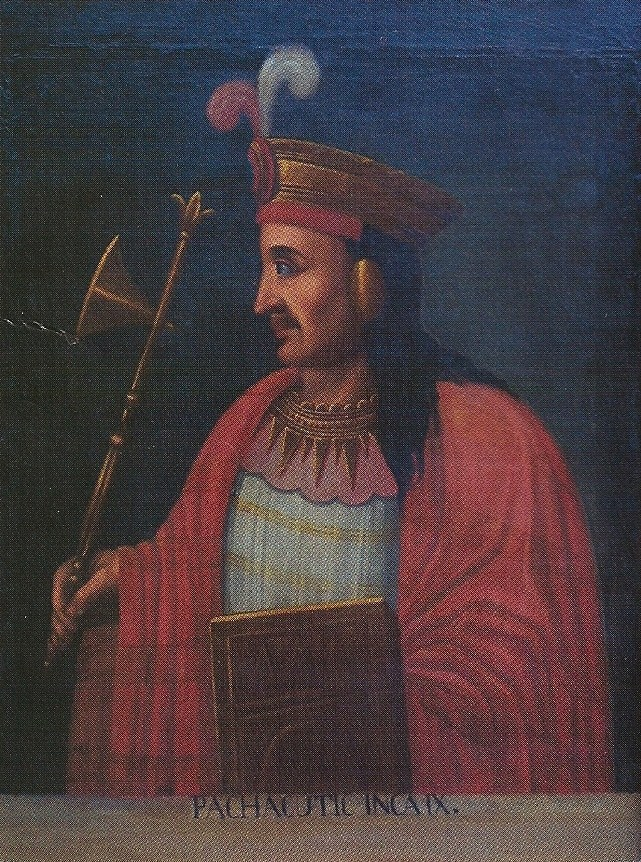
La Sierra Oriental de Áncash fue sometida durante el gobierno del Sapa Inca Pachacútec.

### Presencia en el antiguo Perú
Según la teoría autoctonista de Julio César Tello sobre el origen de la cultura peruana, los primeros pobladores de esta región fueron los chavín, provenientes de la Amazonia que poblaron los valles del Puccha y Yanamayo. Paralelamente Max Uhle, en su teoría inmigracionista propuso que el hombre chavín provino de las protoculturas Chimú y Nazca, que a su vez serían derivadas de la cultura Maya. Cabe notar que estas teorías fueron propuestas antes del descubrimiento de la ciudad estado de Caral, al norte de Lima, la cual es mucho más antigua que la civilización chavín.
A finales del Formativo Inferior (1500 a. C.) paralelamente al nacimiento de la cultura Chavín, tras un largo período de adaptación a la geografía, los grupos recolectores de esta zona, crecidos en número, establecieron asentamientos permanentes alrededor de la cuenca oeste del río Yanamayo.
Durante el Intermedio Temprano (200 a. C.-700 d. C.) tras el declive de la cultura chavín y el florecimiento de la cultura recuay, los pobladores de los valles del Yanamayo dominaban las rutas que comunicaban con los asentamientos de los huacrachucos al este y los poblados de Yungay y Caraz en el Callejón de Huaylas, al oeste. 

### Imperio inca
La dominación incaica se produjo entre 1450 y 1470 aproximadamente, durante el gobierno del Inca Pachacútec. Los señoríos de huaylas y conchucos fueron incorporados al Tawantinsuyo tras una feroz invasión por parte del general Cápac Yupanqui, hermano de Pachacútec, y el auqui heredero Amaru Inca Yupanqui, quienes se vieron obligados a replegarse y construir el tambo de Maraycalle en Yauya. El ejército confederado de los Conchucos conformado por los grupos étnicos huari, piscopampas y conchucos dio resistencia a los cuzqueños por varios meses.
El inca Tupac Yupanqui, continuó con los trabajos de construcción del gran camino inca del Cuzco a Cajamarca con dirección a Tumibamba, en Ecuador, para lo cual, según relatos locales, tuvo que hacer emigrar a una facción de la etnia cañari de Ecuador quienes, bajo el régimen de las mitimaes, trabajaron en la construcción del pueblo inca y del camino real, los norteños expatriados terminaron asentándose en el pueblo, conformando el actual barrio Cañari, así mismo, se tiene constancia de que hubo otro aillu conformado por los quitus, lo que indica que Pomabamba se originó casi en su totalidad como pueblo de mitimaes de etnias norteñas recién conquistadas.
La etnia local piscopampa se dividió en 2 huarangas (grupos de 1000 familias): los siguas al norte y los piscopampas al sur. Estas se componían por varias pachacas conformadas por 100 familias. Así surgieron en esta zona las pachacas de Pomabamba, con etnias norteñas, y Piscobamba como el poblado principal de los nativos piscopampas; destacaron también, los poblados de Parobamba y Socosbamba, todas dominaban los pasos montañosos y las rutas de intercambio entre la selva norte, el Callejón de Huaylas y la costa norte del Perú.

### Colonia española
En 1561, los frailes Agustinos se establecieron construyendo una capilla en honor a san Juan Bautista de Pomabamba. A la cabeza de esta orden estuvo Fray Hernando García. La fundación oficial se habría llevado a cabo en 1574 por el capitán de caballos Alonso de Santoyo y Valverde bajo órdenes del virrey Francisco de Toledo, impulsor de las llamadas reducciones de indios, es decir pueblos de nativos mostrando el trazado español, con plaza mayor, iglesia, cabildo y solares propios. Hasta entonces la población nativa vivía dispersa en el territorio y dicha medida facilitaba la labor de los sacerdotes y las autoridades en general. Se sabe que De Toledo visitó la zona norte del Corregimiento de Conchucos (actuales Pallasca, Sihuas y Pomabamba) durante la Visita General al Perú que realizó entre 1570 y 1575, en este viaje, ordenó reducir casi 700 caseríos nativos a sólo 5 poblados, fundando así, los pueblos de San Juan Bautista de Pallasca, Santo Domingo de Tauca, San Juan de Pomabamba, San Marcos de Llapo y San Pedro de Corongo.
En el año 1708, el Convento de Santa María de la Parrilla, en el corregimiento del Santa, sufrió repetidos saqueos por parte de los sucesores del corsario Drake. De ahí el traslado a Pomabamba; sus misioneros continuaron con la extirpación de idolatrías. El barrio de El Convento se encuentra ubicado en la parte norte de la ciudad. Su santo patrono es San Francisco de Asís, desde 1708, año de la llegada de los franciscanos.

## Clima
| Parámetros climáticos promedio de Pomabamba | Parámetros climáticos promedio de Pomabamba | Parámetros climáticos promedio de Pomabamba | Parámetros climáticos promedio de Pomabamba | Parámetros climáticos promedio de Pomabamba | Parámetros climáticos promedio de Pomabamba | Parámetros climáticos promedio de Pomabamba | Parámetros climáticos promedio de Pomabamba | Parámetros climáticos promedio de Pomabamba | Parámetros climáticos promedio de Pomabamba | Parámetros climáticos promedio de Pomabamba | Parámetros climáticos promedio de Pomabamba | Parámetros climáticos promedio de Pomabamba | Parámetros climáticos promedio de Pomabamba |
| Mes                                         | Ene.                                        | Feb.                                        | Mar.                                        | Abr.                                        | May.                                        | Jun.                                        | Jul.                                        | Ago.                                        | Sep.                                        | Oct.                                        | Nov.                                        | Dic.                                        | Anual                                       |
| ------------------------------------------- | ------------------------------------------- | ------------------------------------------- | ------------------------------------------- | ------------------------------------------- | ------------------------------------------- | ------------------------------------------- | ------------------------------------------- | ------------------------------------------- | ------------------------------------------- | ------------------------------------------- | ------------------------------------------- | ------------------------------------------- | ------------------------------------------- |
| Temp. máx. media (°C)                       | 21.3                                        | 20.7                                        | 20.9                                        | 21.4                                        | 25                                          | 27                                          | 27                                          | 26                                          | 24                                          | 23                                          | 22                                          | 22                                          | 23.4                                        |
| Temp. media (°C)                            | 14                                          | 14                                          | 14                                          | 16                                          | 16                                          | 18                                          | 20                                          | 18                                          | 16                                          | 16                                          | 15                                          | 14                                          | 15.9                                        |
| Temp. mín. media (°C)                       | 11                                          | 11                                          | 11                                          | 10                                          | 9                                           | 9                                           | 9                                           | 8                                           | 8                                           | 9                                           | 9                                           | 9                                           | 9.4                                         |
| Fuente: climate-data.org                    |                                             |                                             |                                             |                                             |                                             |                                             |                                             |                                             |                                             |                                             |                                             |                                             |                                             |

## Deportes

### Fútbol
El fútbol es uno de los deportes con mayor acogida en la ciudad de Pomabamba. Su práctica siempre ha sido generalizada desde hace varias décadas. La competencia futbolística más esperada se efectúa los días 24 de junio y 4 de octubre en los denominados "Clásico Convento vs Cañari" en el Estadio Municipal.
| Clubes de Fútbol   | Clubes de Fútbol     | Clubes de Fútbol | Clubes de Fútbol |
| ------------------ | -------------------- | ---------------- | ---------------- |
| Equipo             | Fundación            | Estadio          | Liga             |
| Sport Cañari       | 14 de junio de 1928  | Municipal        | Copa Perú        |
| Deportivo Convento | 30 de agosto de 1929 | Municipal        | Copa Perú        |

## Festividades
- San Juan Bautista, día central 24 de junio, la festividad inicia con las Novenas el 16 de junio, con un programa de diversas actividades hasta el 27 de junio (días principales del 21 al 25 de junio)
- San Francisco de Asís día central 4 de octubre, la festividad inicia con las Novenas el 25 de setiembre, con un programa de diversas actividades hasta el 7 de octubre (días principales del 1 al 5 de octubre)
- Santa Rosa en Acobamba.
- Señor de los Milagros (Lima) en Buena Vista.
- Fiesta de Pájash.
- Los negritos.
- Todos los Santos, el 1 de noviembre.[7]